# St. Johannes der Täufer (Klein Lengden)

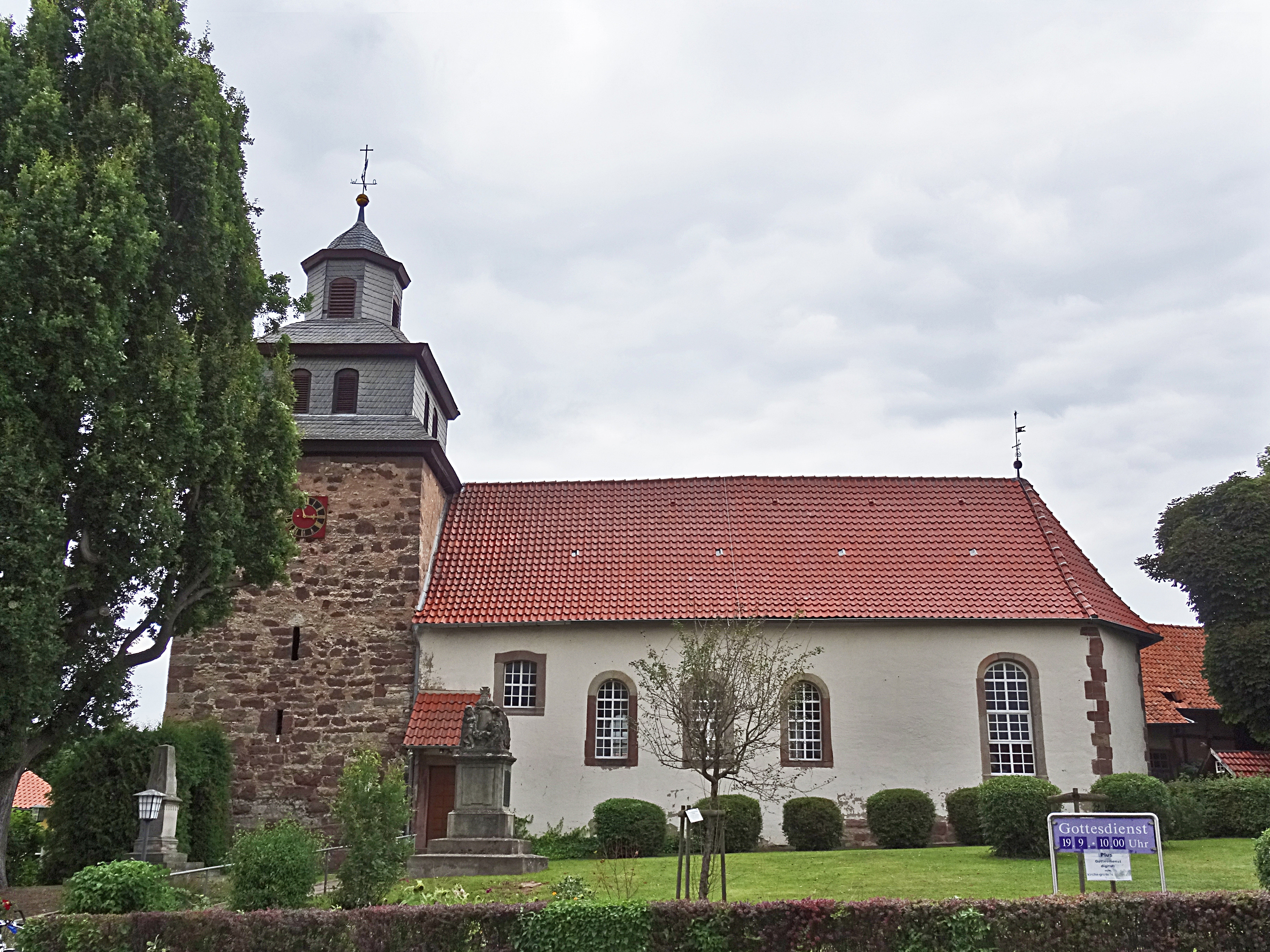
St. Johannis der Täufer

Die evangelisch-lutherische denkmalgeschützte Kirche St. Johannes der Täufer steht in Klein Lengden, einem Ortsteil der Gemeinde Gleichen im Landkreis Göttingen von Niedersachsen. Sie gehört zum Kirchenkreis Göttingen im Sprengel Hildesheim-Göttingen der Evangelisch-lutherischen Landeskirche Hannovers.

## Beschreibung
Die schon 1022 genannte Kirche wird 1339 als Pfarrkirche bezeichnet. Die im Kern mittelalterlich verputzte Saalkirche mit Ecksteinen hat einen Wehrturm aus Bruchsteinen, mit schmalen Schießscharten, dem später eine schiefergedeckte glockenförmige Haube aufgesetzt wurde, auf der eine achtseitige Laterne sitzt. Die Kirchenglocken stammen aus dem Jahre 1955. Das Langhaus wurde 1722 nach Osten mit einem Chor erweitert, der einen 3/8-Schluss hat. 1968 wurde der Hochaltar entfernt und das Kirchenschiff mit einem Tonnengewölbe überspannt. Die Fenster im Chor und ein Bronzekreuz hat Christian Nadrau 1968 geschaffen. Auf der Brüstung der Empore im Westen, auf der die Orgel steht, ist die Geschichte der Passion dargestellt. Die erste Orgel mit 7 Registern, verteilt auf ein Manual und ein Pedal, konnte Johann Wilhelm Gloger nicht zu Ende führen. Dies besorgte 1763 Johann Michael Kahlert. Sie wurde 1854 durch ein neues Werk von Carl Heyder ersetzt (Liste von Orgeln in Südniedersachsen).